# Sibylle de Lusignan
Sibylle de Lusignan, née en octobre ou en novembre 1198 et morte vers 1230, est une princesse chypriote, issue de la Maison de Lusignan.

## Biographie

### Famille
Sibylle est la fille aînée du roi de Chypre, Aimery II de Lusignan (av. 1152-1205) et de sa seconde épouse, la reine de Jérusalem, Isabelle Ire (1172-1205).
Son demi-frère aîné, Hugues de Lusignan, succède à son père en 1205 en tant que roi de Chypre.

#### Anthroponyme
Elle porte le prénom de sa tante maternelle, Sibylle (v. 1160-1190), reine de Jérusalem, épouse de Guy de Lusignan, son oncle paternel.

## Mariage et descendance

### LéonIId’Arménie
À partir de 1210, elle épouse le roi Léon II d'Arménie (v. 1150-1219) et devient reine consort d'Arménie (1210-1219). Le couple a une fille unique :
- Isabelle d'Arménie[1](1216-1252), reine d'Arménie (1219-1252). Elle épouse en premières noces, en 1222, Philippe d'Antioche. Veuve, elle épouse en secondes noces, en 1226, Héthoum Ier de Barberon.

## Sources et bibliographie